# Бад-Фрайенвальде
Бад-Фрайенвальде (нем. Bad Freienwalde) — город в Германии, в земле Бранденбург.
Входит в состав района Меркиш-Одерланд. Население составляет 13 077 человек (2009). Занимает площадь 131,73 км². Официальный код — 12 0 64 044.
Город подразделяется на 6 городских районов. Включает в себя деревни Altranft, Altglietzen, Bralitz, Хоэнзатен, Hohenwutzen, Neuenhagen и Schiffmühle.

## Население
| Год  | Население |
| ---- | --------- |
| 1990 | 16 659    |
| 1995 | 15 624    |
| 2000 | 14 808    |
| 2005 | 13 739    |
| 2010 | 12 788    |
| 2015 | 12 406    |
| 2020 | 12 286    |

## Фотогалерея
- Часовня